# Governació de Salah ad-Din
La governació o muhàfadha de Salah ad-Din o Salahuddin —àrab: محافظة صلاح الدين, muḥāfaẓat Salāḥ ad-Dīn— és una província o governació de l'Iraq. Té una àrea de 24.751 km². S'estima que té 1.146.500 habitants (2003). N'és la capital Tikrit, tot i que al seu territori també s'hi pot localitzar la ciutat, significativament més gran, de Samarra.
La província deu el seu nom a Saladí (escrit Salah-ad-Din en la romanització moderna de l'àrab), heroi del segle xii.